# Peter Kenning

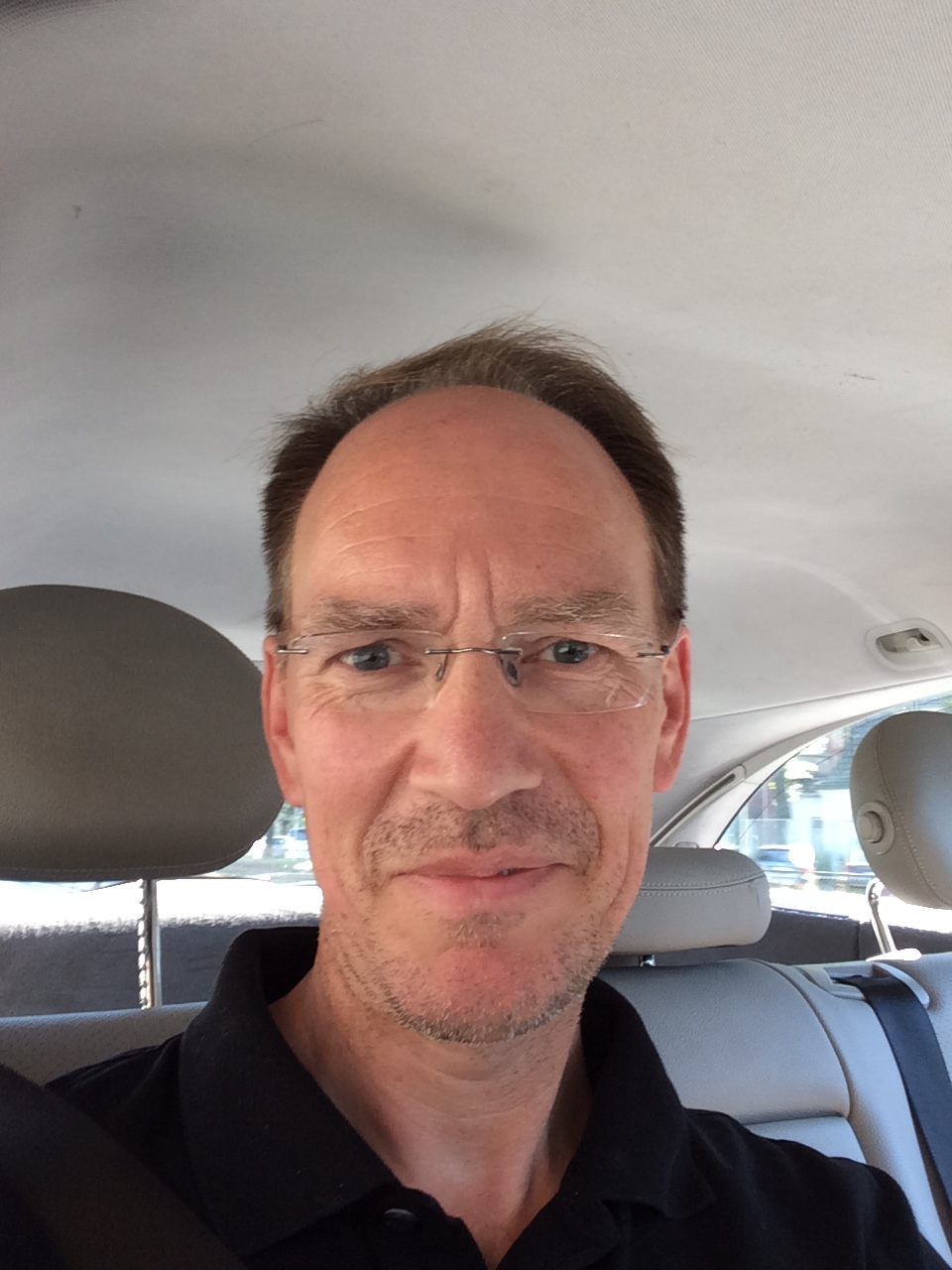
Peter Kenning (2007)

Peter H. Kenning (* 15. Juli 1970 in Burgsteinfurt) ist ein deutscher Wirtschaftswissenschaftler. Er ist Inhaber des Lehrstuhls für Betriebswirtschaftslehre (BWL) an der Heinrich-Heine-Universität Düsseldorf.

## Werdegang
Peter Kenning ist gelernter Zimmermann.
Er promovierte und habilitierte in BWL an der Westfälischen Wilhelms-Universität Münster. Im Rahmen seiner Habilitation nahm er u. a. am „fMRI Visiting Fellowship Program“ der Harvard University teil.
Von 2001 bis 2007 arbeitete er als Geschäftsführer des Instituts für Handelsmanagement und Netzwerkmarketing im Marketing Centrum Münster. 2006 wurde ihm die Lehrberechtigung für das Fach Betriebswirtschaftslehre erteilt. 2007 übernahm er den Lehrstuhl für Marketing an der privaten Zeppelin Universität (ZU) in Friedrichshafen am Bodensee. 2009 wurde er zum Head des Department of Corporate Management & Economics gewählt und im gleichen Jahr zum Senator der Zeppelin Universität ernannt.
Im Dezember 2011 wurde Kenning von Bundesministerin Ilse Aigner in den wissenschaftlichen Beirat „Verbraucher- und Ernährungspolitik“ des Bundesministeriums für Ernährung, Landwirtschaft und Verbraucherschutz (BMELV) berufen. 2012 wurde er von Bundesministerin Ilse Aigner sowie 2014 von Bundesjustizminister Heiko Maas in das Koordinierungsgremium des Netzwerks Verbraucherforschung im Bundesministerium der Justiz und für Verbraucherschutz (BMJV) berufen, 2015 zum Sprecher des Gremiums gewählt und zwischenzeitlich in dieser Funktion bis 2018 bestätigt. Im Dezember 2018 wurde er von Katarina Barley in den Sachverständigenrat für Verbraucherfragen berufen und zum Vorsitzenden des Sachverständigenrats gewählt. In dieser Funktion überreichte er der damaligen Bundesjustizministerin Christine Lambrecht im April 2021 das erstmalig vom Sachverständigenrat für Verbraucherfragen vorgelegte Gutachten zur Lage der Verbraucherinnen und Verbraucher. Im Dezember 2022 wurde er von Bundesministerin Steffi Lemke für weitere vier Jahre in den Sachverständigenrat für Verbraucherfragen berufen.
Im Jahr 2013 erfolgte ein Ruf an die Heinrich-Heine-Universität in Düsseldorf. Im Mai 2014 wurde er zum Professor für BWL an der Heinrich-Heine-Universität ernannt.

## Wissenschaftliche Arbeit
Die wissenschaftlichen Schwerpunkte von Kenning liegen u. a. in der Consumer Neuroscience und Neuromarketing, dem Handelsmarketing sowie der empirisch-quantitativen Marktforschung. Kenning gilt als einer der Begründer der Neuroökonomik. Kenning veröffentlichte mehr als neunzig Beiträge in begutachteten Zeitschriften, dreizehn Bücher sowie zahlreiche Konferenzbeiträge. Er ist Mitherausgeber des Jahrbuchs Vertriebs- und Handelsmanagement.

### Auszeichnungen
Kennings Arbeiten wurden mehrfach ausgezeichnet. Er erhielt u. a. zusammen mit Kollegen aus London, Oxford und Stanford den „Annual Best Paper Award“ des International Journal of Advertising im Jahr 2008. Darüber hinaus ist Peter Kenning Mitautor mehrerer Stellungnahmen des wissenschaftlichen Beirats des Bundesministeriums für Ernährung, Landwirtschaft und Verbraucherschutz und Mitglied des Forschungsbeirats des Forschungszentrum Verbraucher, Markt und Politik. Das aktuelle Ranking der WirtschaftsWoche listet ihn als einen der forschungsstärksten Betriebswirte Deutschlands. Im FAZ-Ökonomenranking wurde er 2020 und 2021 jeweils als einer der 100 führenden deutschen Ökonomen ausgezeichnet.

## Ausgewählte Schriften
- mit Sven Bräutigam:  An Integrative Guide to Consumer Neuroscience Oxford University Press 2022, ISBN 0-19-878993-9
- mit Jörn Lamla: Entgrenzungen des Konsums: Dokumentation der Jahreskonferenz des Netzwerks Verbraucherforschung, Springer-Verlag, ISBN 978-3-658-19338-6
- mit Rene Riedl, Fred Davis und Rajiv Banker: Neuroscience in Information Systems Research: Applying Knowledge of Brain Functionality Without Neuroscience Tools, Wiesbaden: Springer-Verlag, ISBN 978-3-319-48754-0
- mit Andreas Oehler, Lucia Reisch und Christian Grugel: Verbraucherwissenschaften: Rahmenbedingungen, Forschungsfelder und Institutionen Heidelberg 2016, ISBN 978-3-658-10925-7
- Consumer Neuroscience – ein transdisziplinäres Lehrbuch, Kohlhammer Verlag, Stuttgart 2014, ISBN 978-3-17-020727-1.
- mit Heribert Meffert und Manfred Kirchgeorg: Sustainable Marketing Management – Grundlagen und Cases. Wiesbaden 2014, ISBN 978-3-658-02436-9.
- mit Isabell Welpe und Elke Weber: Neuroeconomics. Schmalenbach Business Review Sonderheft 5/14. Düsseldorf 2014, ISBN 978-3-942543-39-2.
- mit Dieter Ahlert, Rainer Olbrich und Hendrik Schröder Vielfalt durch Gestaltungsfreiheit im Wettbewerb. Beck, München 2012, ISBN 978-3-406-62744-6.
- mit Hendrik Schröder, Rainer Olbrich und Heiner Evanschitzky: Distribution und Handel in Theorie und Praxis. Gabler Verlag, Wiesbaden 2009, ISBN 978-3-8349-1457-6.
- mit Dieter Ahlert: Handelsmarketing – Grundlagen der marktorientierten Führung von Handelsbetrieben. Springer, Berlin u. a. 2007, ISBN 978-3-540-40871-0.
- zusammen mit Carl Marci und Gemma Calvert Advertising & The Brain. Special Issue des International Journal of Advertising, Vol. 27(2).
- mit Stephan Zelewski, Dieter Ahlert und Reinhard Schütte: Wissensmanagement in Dienstleistungsnetzwerken. Wiesbaden 2005, ISBN 3-8350-0062-4.
- Customer Trust Management – ein Beitrag zum Vertrauensmanagement im Lebensmitteleinzelhandel. Wiesbaden 2003, ISBN 3-8244-7766-1.
- mit Dieter Ahlert, Jörg Becker und Reinhard Schütte: Internet & Co. im Handel. 2. Auflage. Springer-Verlag, Heidelberg 2001, ISBN 3-540-41391-X.
- mit Dieter Ahlert und Dirk Schneider: Markenmanagement im Handel. Wiesbaden 2000, ISBN 3-409-11643-5.
- mit Rainer Harms: Mobilität und Kontinuität in der Wirtschaft. Münster 1996, ISBN 3-8258-3068-3